# Epilobium melanocaulon
Epilobium melanocaulon är en dunörtsväxtart som beskrevs av William Jackson Hooker.
Epilobium melanocaulon ingår i släktet dunörter och familjen dunörtsväxter. Inga underarter finns listade i Catalogue of Life.